# NGC 6261
NGC 6261 ist eine 14,5 mag helle, linsenförmige Radiogalaxie vom Hubble-Typ S0-a im Sternbild Herkules. Sie ist schätzungsweise 481 Millionen Lichtjahre von der Milchstraße entfernt.
Sie wurde am 13. Juli 1880 von Édouard Stephan entdeckt.